# Chinees Laagland

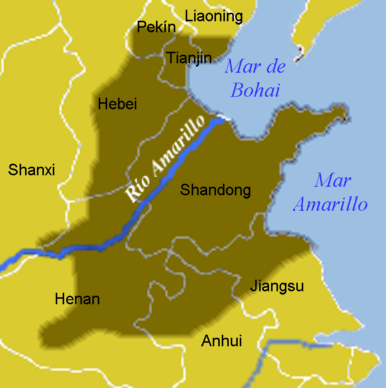
Locatie van het Chinees Laagland

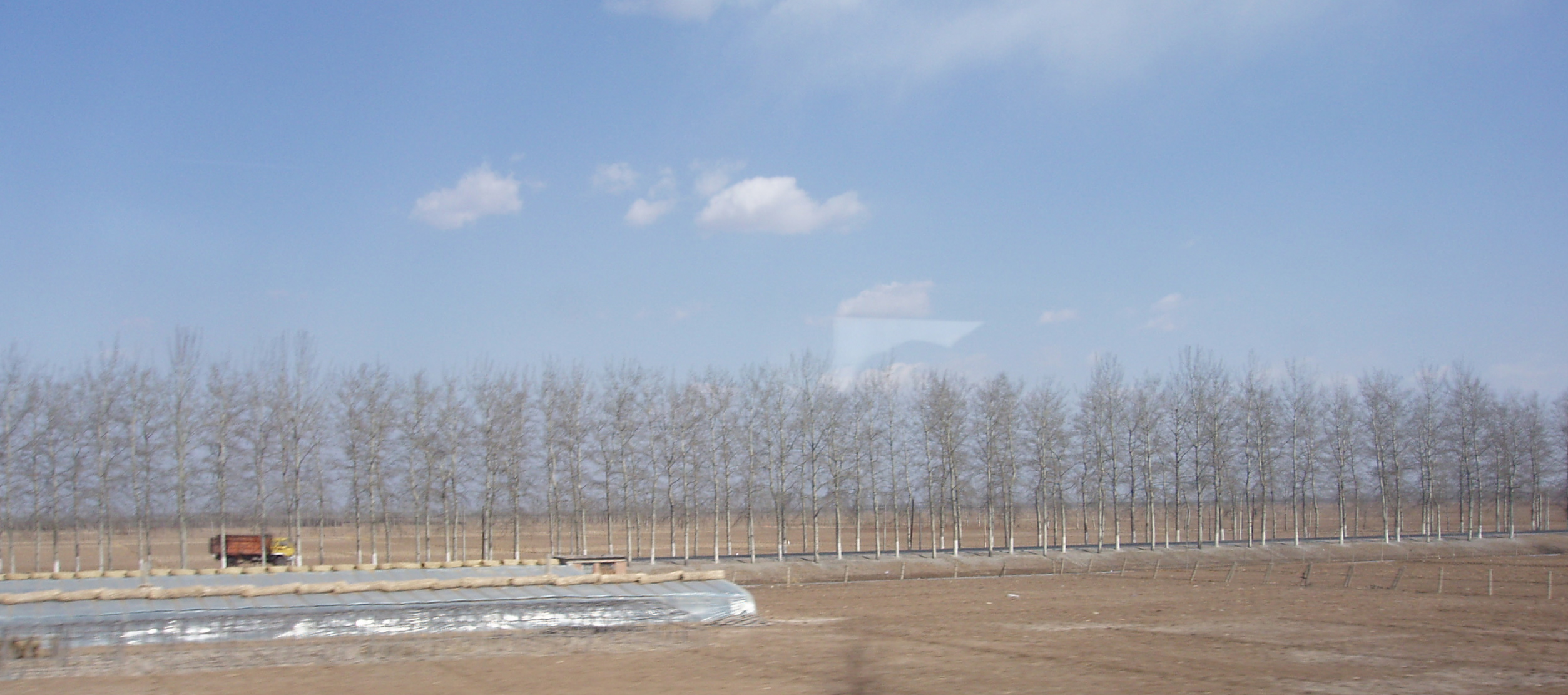
Het Chinees Laagland in de winter

Het Chinees Laagland (华北平原, Huabei pingyuan, ook 黄淮海平原, Huanghuaihai pingyuan genaamd) bevindt zich in de benedenloop van de Gele Rivier in het noorden van Oost-China.
Het is met de Yangtzevlakte verbonden en strekt zich uit over het gebied van de stad Peking en Tianjin, evenals de provincies Hebei, Shandong, Henan, Anhui en Jiangsu: van het Taihang Shan-gebergte (太行山) en het Funiu Shan-gebergte (伏牛山) (dat bij het West-Henan-gebergte (Yuxi Shandi) hoort) in het westen tot bij de kust van de Gele Zee en de Bohaizee (Bo Hai).
Met zijn oppervlakte van ca. 310.000 km² is zij de op een na de grootste vlakte van China.
Het bestaat hoofdzakelijk uit aanslibbingen van de rivieren Gele Rivier, Huai He, Hai He en Luan He, daarom is het ook bekend onder de namen van deze rivieren. De vlakte ligt voor een merendeel lager dan 50 meter. De benedenloop van de Gele Rivier loopt door het midden en verdeelt deze vlakte in een noordelijk en een zuidelijk deel: het noordelijke deel hoort bij het stroomgebied van de Hai He en heet Haihe (海河平原); het zuidelijke deel hoort bij het stroomgebied van de Gele Rivier en van de Huai He en wordt Huanghuai (黄淮平原) genoemd.
Het Chinees Laagland is erg vruchtbaar. De winters zijn koud, de zomers warm en de lente en de herfst zijn van korte duur. Het is een belangrijk landbouwgebied. De voornaamste producten zijn tarwe, maïs, katoen, pinda's en tabak. Aan bodemschatten zijn er olievelden. Aan de kust wordt zout gewonnen.
Belangrijke steden zijn Peking, Jinan, Shijiazhuang, Tangshan, Tianjin, Xuzhou en Zhengzhou.